# Lola Vilar
María de los Dolores Vilar Porcel (Madrid, 1931-Lima, 19 de agosto de 2000), conocida como Lola Vilar, fue una actriz española, proveniente de una familia de artistas, cuya carrera se desarrolló mayormente en Perú. Fue hermana del también actor Pepe Vilar.

## Biografía
Los hermanos Pepe y Lola Vilar actuaron en pequeñas compañías teatrales de Madrid. Hijos de artistas, vivieron las penurias de la guerra civil española y partieron a América para probar fortuna.
Lola vivió nueve años en La Habana, Cuba, en donde trabajó en radio y teatro. Durante su estancia, vivió la posrevolución cubana e incluso conoció al Che Guevara y a Fidel Castro, frecuentando círculos comunes. En su tiempo, en la isla del Caribe, llegó a conocer también al escritor estadounidense Ernest Hemingway y al gran compositor Ernesto Lecuona, con cuya familia entabló una profunda amistad y con Lecuona particularmente.
Luego de la revolución, tuvo problemas para salir de Cuba, ayudando el mismo Lecuona a su salida, pues funcionarios de la Revolución cubana le retiraron su pasaporte español cuando Cuba rompe relaciones con España.
Se casó en Lima el 4 de octubre de 1965 con el actor peruano Leonardo Torres Descalzi, con el que emigró al Perú, para luego trabajar en la radio y televisión; pero sobre todo en el teatro. Fundó junto con él la Compañía Teatral de Lola Vilar en 1971.
A través de un real decreto, el rey de España le otorgó el Lazo de Dama de la Orden de Isabel La Católica en 1988 por su trayectoria artística, labor cultural y por estrechar los lazos de amistad entre Perú y España. 
Estuvo en escena en más de sesenta obras y tuvo actuaciones y pequeñas apariciones en telenovelas y programas para la televisión. Este incluye a su programa estelar Lola, es siempre Lola en 1985.
En abril de 1991, Vilar ingresó a las filas de América Televisión, donde condujo el programa de variedades Entre nosotras, que duró hasta a mediados de 1993. La entrevista con la cantante mexicana Thalía es una de las más famosas.
En febrero de 1994, Vilar ingresó a Frecuencia Latina, donde condujo su programa de variedades Simplemente Lola, que duró hasta julio de 1995.
En 1998, Vilar actuó en la telenovela Amor serrano, por Frecuencia Latina.
En 1999, Vilar ingresó a la Radio Nacional del Perú, donde condujo su programa radial En sintonía, junto con Jaime Lértora que duró hasta mediados de 2000.
Es madre del director peruano Leonardo Torres Vilar y de la actriz peruana Natalia Torres Vilar.

## Fallecimiento
Muere en la ciudad de Lima el 31 de agosto de 2000.

## Teatro
- Filomena Marturano
- ¡Hello, Dolly!
- La malquerida
- Vamos a contar mentiras
- Piel de Judas (1979)
- El sexo débil (1996)[4]

## Televisión
| Año       | Título                | Rol        | Canal              |
| --------- | --------------------- | ---------- | ------------------ |
| 1986-1987 | Lola, es siempre Lola | Actriz     | ATV                |
| 1991-1993 | Entre nosotras        | Conductora | América Televisión |
| 1994-1995 | Simplemente Lola      | Conductora | Frecuencia Latina  |
| 1998      | Amor serrano          | Actriz     | Frecuencia Latina  |